# Euphorbia turbiniformis
Euphorbia turbiniformis es una especie fanerógama perteneciente a la familia de las euforbiáceas. Es endémica de Somalia.

## Descripción
Planta perenne suculenta, con un cuerpo globoso de 4 cm de diámetro, parcialmente enterrado, por lo general un poco deprimido, planta muy madura ocasionalmente con división dicotómica, cuerpo con marcas de mosaico de ± 5 mm de diámetro en 14-20 hileras longitudinales;

## Ecología
Se encuentra en el litoral rocoso o en la meseta de piedra caliza, muy expuesta, con hierbas leñosas bajas, a una altitud de ± 300 metros. 
Todavía poco común en el cultivo de las colecciones, lo que fue bastante difícil, una muestra  se llevó el premio a la mejor planta injertada en el 1993.

## Taxonomía
Euphorbia turbiniformis fue descrita por Emilio Chiovenda y publicado en Flora Somala 1: 304. 1929.
Etimología
Euphorbia: nombre genérico que deriva del médico griego del rey Juba II de Mauritania (52 a 50 a. C. - 23), Euphorbus, en su honor – o en alusión a su gran vientre –  ya que usaba médicamente Euphorbia resinifera. En 1753 Carlos Linneo asignó el nombre a todo el género.
turbiniformis: epíteto latino que significa "con forma de cono".